# Неоконфедерацизм

Бойовий стяг армії КША

Неоконфедератизм (англ. Neo-Confederatism) — ультраправа ідеологія, що виникла у США після Громадянської війни. Є наступником конфедератизму. Неоконфедератизм рідко виділяють як окремий рух і часто відносять до неонацизму.
Характерною рисою неоконфедератизму є зображення у позитивному ключі Конфедеративних Штатів Америки та їхню діяльність у період Громадянської війни. Неоконфдерати виступають за шовінізм, расизм, гомофобію, дискримінацію, ксенофобію та перевагу білих. Свої ідеї вони черпають з рабовласницького минулого американського Півдня. В якості своєї символіки неоконфедерати використовують символи КША, зокрема прапори. Деякі неоконфедерати виступають за відокремлення від США, або хоча б зменшення впливу Вашингтону на південні штати.
Найбільшим неоконфедератським утворенням є «Ліга Півдня», в яку входить понад 10 тис. осіб. Штаб-квартира «Ліги» розташована в місті Кіллен, штат Алабама.